# Janusz Marynowski
Janusz Aleksander Marynowski (ur. 21 lipca 1965 w Warszawie) – polski muzyk, dyrektor Sinfonii Varsovii.

## Życiorys
Absolwent Akademii Muzycznej w Warszawie w klasie kontrabasu prof. Tadeusza Pelczara. Od 1987 związany z Orkiestrą Sinfonia Varsovia, w której był kontrabasistą, inspektorem orkiestry oraz asystentem Franciszka Wybrańczyka – dyrektora zespołu.
Od 2004 pełni funkcję dyrektora Sinfonii Varsovii. Dzięki jego staraniom orkiestra została samorządową instytucją kultury.
Prywatnie pasjonuje się fotografią od wielu lat fotografując wybitnych muzyków.

## Odznaczenia i nagrody
- Srebrny Krzyż Zasługi – 2011[3]
- Srebrny Medal „Zasłużony Kulturze Gloria Artis” – 2025[4][5]
- Brązowy Medal „Zasłużony Kulturze Gloria Artis” – 2015[4]
- Odznaka „Zasłużony dla Warszawy” – 2009
- Chevalier Orderu Sztuki i Literatury – Francja, 2018[6]

- Nagroda im. Cypriana Kamila Norwida (2012)[7]